# التراجع الإسكتلندي
التراجع الإسكتلنديّ هو مفهوم يشير إلى تراجع وارتباك يتعلق بالإسكتلنديين، ويزعم السياسيون والمعلقون أنه موجود وكأنه عقدة نقص داخلية تجعل الناس في بلد ما يرفضون ثقافتهم على أنها أدنى من ثقافات البلدان الأخرى.
يدعي هؤلاء المعلقون الثقافيون أن الشعور بالدونية الثقافية والنقص يشعر به العديد من الإسكتلنديين، لا سيما فيما يتعلق بهيمنة الثقافة الإنجليزية أو البريطانية، يعود سبب ذلك إلى أهمية لندن داخل المملكة المتحدة، وبالتالي يشعر الإسكتلنديون بالإستياء وعدم الإنجاز.
ويظهر ذلك كمشاعر انزعاج وشعور بتدني قيمة الذات والإحراج والنقص الذي يشعر به الشعب الإسكتلندي لأن هناك تعبيرات علنية بانخفاض قيمة الهوية الثقافية الإسكتلندية  والتراثيه مثل اللغات الإسكتلندية المنخفضة واللغة الغيلية الإسكتلندية.
واقترح وزير إسكتلندا الأول «جاك ماكونيل» في عام 2004 أن يقوم «احتجاج إسكتلندي» يشمل معارضة رأسمالية السوق الحرة، وقال أن هذا الارتباك يعني أن الناس شعروا أن إقامة مشروع كهذا هو أمر يخجل منه الاستكتلنديون ويحرجون منه.